# Kyonggongopsong Sports Club
Maillots

Le Kyonggongopsong Sports Club, plus couramment abrégé en Kyonggongopsong SC (en hangul: 경공업성체육단, et en hanja: 輕工業省體育團), est un club nord-coréen de football basé à Pyongyang, la capitale du pays.
Il dépend du ministère de l'industrie légère.

## Palmarès
| Compétitions nationales                                |
| ------------------------------------------------------ |
| - Championnat de Corée du Nord (1) : - Champion : 2009 |

## Personnalités du club

### Entraîneurs du club
- Kim Yong-chol

### Anciens joueurs célèbres
- Ri Kwang-hyok